# Anthems (album, Laibach)
Anthems je dvojni kompilacijski album skupine Laibach, ki je izšel leta 2004 pri založbi Mute Records. Prvi disk vsebuje kolekcijo najboljših skladb skupine Laibach, drugi disk pa vsebuje remixe skladb skupine Laibach, ki so jih ustvarili drugi avtorji. Poleg zgoščenk, vsebuje album še knjižico o zgodovini skupine, vključno z nekaterimi slikami in fotografijami skupine. Prvi disk vsebuje tudi novo skladbo »Mama Leone«.

## Seznam skladb
| Disk 1 | Disk 1                   | Disk 1                         | Disk 1                        | Disk 1  |
| Št.    | Naslov                   | Pisec                          | Z albuma                      | Dolžina |
| ------ | ------------------------ | ------------------------------ | ----------------------------- | ------- |
| 1.     | „Das Spiel ist aus‟      | Iztok Turk, Laibach            | WAT, 2003                     | 3:18    |
| 2.     | „Tanz mit Laibach‟       | Iztok Turk, Laibach, Uroš Umek | WAT, 2003                     | 4:17    |
| 3.     | „Final Countdown‟        | Joey Tempest                   | NATO, 1994                    | 5:39    |
| 4.     | „Alle gegen alle‟        | Gabi Delgado, Robert Görl      | NATO, 1994                    | 3:52    |
| 5.     | „Wirtschaft ist tot‟     | Laibach                        | Kapital, 1992                 | 3:45    |
| 6.     | „God is God‟             | Ben Watkins, Nick Burton       | Jesus Christ Superstars, 1996 | 3:42    |
| 7.     | „In the Army Now‟        | Ferdi Bolland, Rob Bolland     | NATO, 1994                    | 4:31    |
| 8.     | „Get Back‟               | John Lennon, Paul McCartney    | Let It Be, 1988               | 4:22    |
| 9.     | „Sympathy for the Devil‟ | Mick Jagger, Keith Richards    | Sympathy for the Devil, 1988  | 5:34    |
| 10.    | „Leben heißt Leben‟      | Opus                           | Opus Dei, 1987                | 5:26    |
| 11.    | „Geburt einer Nation‟    | Queen                          | Opus Dei, 1987                | 4:21    |
| 12.    | „Opus Dei‟               | Opus                           | Opus Dei, 1987                | 5:01    |
| 13.    | „Die Liebe‟              | Laibach                        | Nova Akropola, 1986           | 3:52    |
| 14.    | „Panorama‟               | Laibach                        | Nova Akropola, 1986           | 4:52    |
| 15.    | „Država‟                 | Laibach                        | Nova Akropola, 1986           | 4:19    |
| 16.    | „Brat moj‟               | Laibach                        | Laibach, 1985                 | 6:02    |
| 17.    | „Mama Leone‟             | Drafi Deutscher                | /                             | 4:51    |

| Disk 2 | Disk 2                                                   | Disk 2                                                                     | Disk 2  |
| Št.    | Naslov                                                   | Pisec                                                                      | Dolžina |
| ------ | -------------------------------------------------------- | -------------------------------------------------------------------------- | ------- |
| 1.     | „Das Spiel ist aus‟ (Ouroborots mix)                     | Iztok Turk, Laibach/Ouroborots                                             | 4:05    |
| 2.     | „Liewerk‟ (3. Oktober Kraftbach mix)                     | Queen/Daniel Miller, Laibach                                               | 4:21    |
| 3.     | „Wir tanzen Ado Hynkel‟ (Zeta Reticula mix)              | Turk, Laibach, Uroš Umek/Zeta Reticula, Umek                               | 5:39    |
| 4.     | „Final Countdown‟ (Beyond the infinite Juno reactor mix) | Joey Tempest/Juno Reactor                                                  | 7:37    |
| 5.     | „God is God‟ (Optikal vocal mix)                         | Ben Watkins, Nick Burton                                                   | 5:44    |
| 6.     | „War‟ (Ultraviolence meets Hitman mix)                   | Barrett Strong, Norman Whitfield/Ultraviolence                             | 3:42    |
| 7.     | „God is God‟ (Diabolig mix)                              | Watkins, Burton/Felix Casio                                                | 3:36    |
| 8.     | „Final Countdown‟ (Mark Stent alternate mix)             | Tempest/Mark Stent                                                         | 5:48    |
| 9.     | „Wirtschaft ist tot‟ (Late night mix)                    | Laibach, Philipp Erb                                                       | 5:22    |
| 10.    | „Jesus Christ Superstar‟ (Random logic mix)              | Andrew Lloyd Webber, Tim Rice/Gregor Zemljič, Miha Klemenčič, Random Logic | 6:22    |
| 11.    | „Wirtschaft‟ (R. Hawtin hardcore noise mix)              | Laibach/Richie Hawtin                                                      | 5:18    |
| 12.    | „Brat moj‟ (Random logic mix)                            | Laibach/Zemljič, Klemenčič, Random Logic                                   | 5:09    |
| 13.    | „Smrt za smrt‟ (Octex mix)                               | Laibach/Jernej Marušič, Octex                                              | 7:02    |
| 14.    | „WAT‟ (iTurk mix)                                        | Turk, Laibach/iTurk                                                        | 5:29    |

## Produkcija
- Oblikovanje: Laibach Kunst
- Mastering: Simon Davey